# Oliver County
Oliver County ist ein County im Bundesstaat North Dakota der Vereinigten Staaten. Der Verwaltungssitz (County Seat) ist Center.

## Geographie
Das County liegt etwas westlich des geographischen Zentrums von North Dakota und hat eine Fläche von 1894 Quadratkilometern, wovon 20 Quadratkilometer Wasserfläche sind. Es grenzt im Uhrzeigersinn an folgende Countys: McLean County, Burleigh County, Morton County und Mercer County.

## Geschichte
Oliver County wurde am 12. März 1885 gebildet und am 18. Mai des gleichen Jahres abschließend organisiert. Benannt wurde es nach Harry S. Oliver, einem frühen Politiker und Mitglied der gesetzgebenden Versammlung des Dakota-Territoriums.

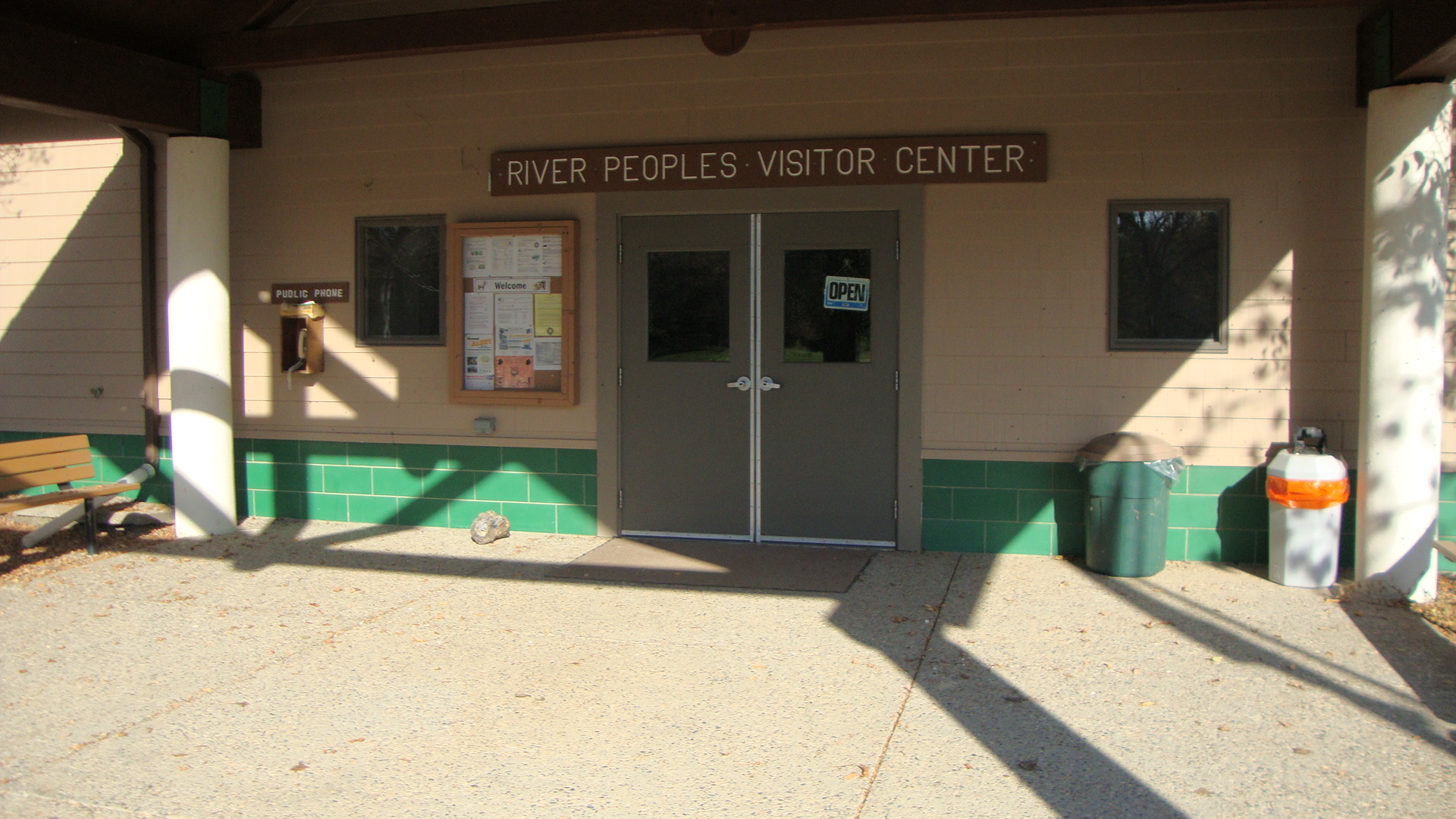
Besucherzentrum Cross Ranch Archeological District (2010)

Ein Ort im County ist im National Register of Historic Places eingetragen (Stand 29. März 2018), der Cross Ranch Archeological District.

## Demografische Daten

Alterspyramide des Oliver County

Nach der Volkszählung im Jahr 2000 lebten im Oliver County 2.065 Menschen in 791 Haushalten und 604 Familien. Die Bevölkerungsdichte betrug 1 Einwohner pro Quadratkilometer. Ethnisch betrachtet setzte sich die Bevölkerung zusammen aus 97,58 Prozent Weißen, 0,15 Prozent Afroamerikanern, 1,26 Prozent amerikanischen Ureinwohnern und 0,10 Prozent Asiaten. 0,63 Prozent der Bevölkerung waren spanischer oder lateinamerikanischer Abstammung.
Von den 791 Haushalten hatten 35,5 Prozent Kinder und Jugendliche unter 18 Jahre, die bei ihnen lebten. 69,2 Prozent waren verheiratete, zusammenlebende Paare, 3,9 Prozent waren allein erziehende Mütter, 23,6 Prozent waren keine Familien, 21,0 Prozent waren Singlehaushalte und in 10,7 Prozent lebten Menschen im Alter von 65 Jahren oder darüber. Die Durchschnittshaushaltsgröße betrug 2,61 und die durchschnittliche Familiengröße lag bei 3,05 Personen.
Auf das gesamte County bezogen setzte sich die Bevölkerung zusammen aus 27,4 Prozent Einwohnern unter 18 Jahren, 4,7 Prozent zwischen 18 und 24 Jahren, 23,5 Prozent zwischen 25 und 44 Jahren, 30,1 Prozent zwischen 45 und 64 Jahren und 14,2 Prozent waren 65 Jahre alt oder darüber. Das Durchschnittsalter betrug 42 Jahre. Auf 100 weibliche Personen kamen 107,5 männliche Personen. Auf 100 Frauen im Alter von 18 Jahren oder darüber kamen statistisch 106,2 Männer.
Das jährliche Durchschnittseinkommen eines Haushalts betrug 36.650 USD, das Durchschnittseinkommen der Familien betrug 45.430 USD. Männer hatten ein Durchschnittseinkommen von 40.577 USD, Frauen 19.015 USD. Das Prokopfeinkommen betrug 16.271 USD. 11,2 Prozent der Familien und 14,9 Prozent Familien lebten unterhalb der Armutsgrenze. Davon waren 23,6 Prozent Kinder oder Jugendliche unter 18 Jahre und 13,9 Prozent waren Menschen über 65 Jahre.